# Ocotea spathulata
Ocotea spathulata är en lagerväxtart som beskrevs av Carl Christian Mez. Ocotea spathulata ingår i släktet Ocotea och familjen lagerväxter. Inga underarter finns listade i Catalogue of Life.